# Ưng Thủ Doanh Tử
Ưng Thủ Doanh Tử (chữ Hán giản thể: 鹰手营子矿区, âm Hán Việt: Ưng Thủ Doanh Tử) là một khu khai khoáng thuộc địa cấp thị Thừa Đức, tỉnh Hà Bắc, Cộng hòa Nhân dân Trung Hoa. Khu này nằm ở tây nam của Thừa Đức, có diện tích 148 ki-lô-mét vuông, dân số 70.000 người. Mã số bưu chính là 067000. Chính quyền nhân dân khu đóng tại trấn Ưng Thủ Doanh Tử. Về mặt hành chính, khu khai khoáng này được chia thành 4 trấn. Tổng cộng có 15 ủy ban thôn, 31 ủy ban cư. Các trấn: Uông Gia Trang, Ưng Thủ Doanh Tử, Thọ Vương Phần, Bắc Mã Khuyên Tử.